# Thomas Nelson

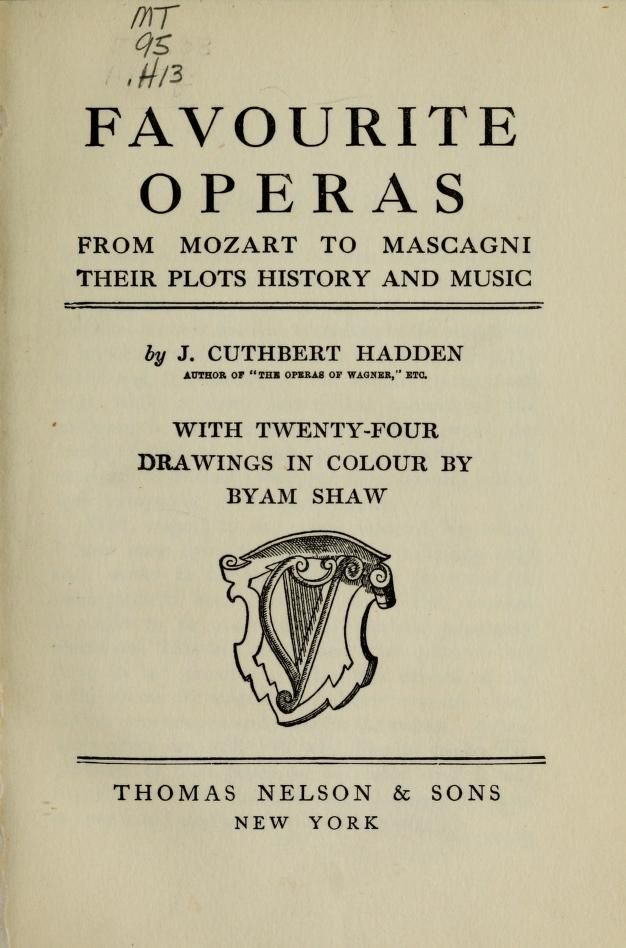
Portada del libro "Favourite Operas" de Thomas Nelson y Sons

Thomas Nelson es una editorial que comenzó en Escocia en 1798 con el nombre de su fundador. Su antigua división de EE. UU. es actualmente la sexta más grande de Estados Unidos y el comercio editorial más grande del mundo editorial cristiano; para los hispanos toma el nombre de Grupo Nelson. En Canadá, la marca se utiliza con fines educativos por la publicación de Thomson Corporation. En el Reino Unido, se trata de una editorial incorporada hasta finales de siglo XX y ahora es parte de otro sello editorial de educación: Nelson Thornes. En Latinoamérica por medio de su Grupo Nelson adquirió en Costa Rica la Editorial Caribe así como la Editorial Betania conformando Caribe-Betania Editores.

## Historia británica

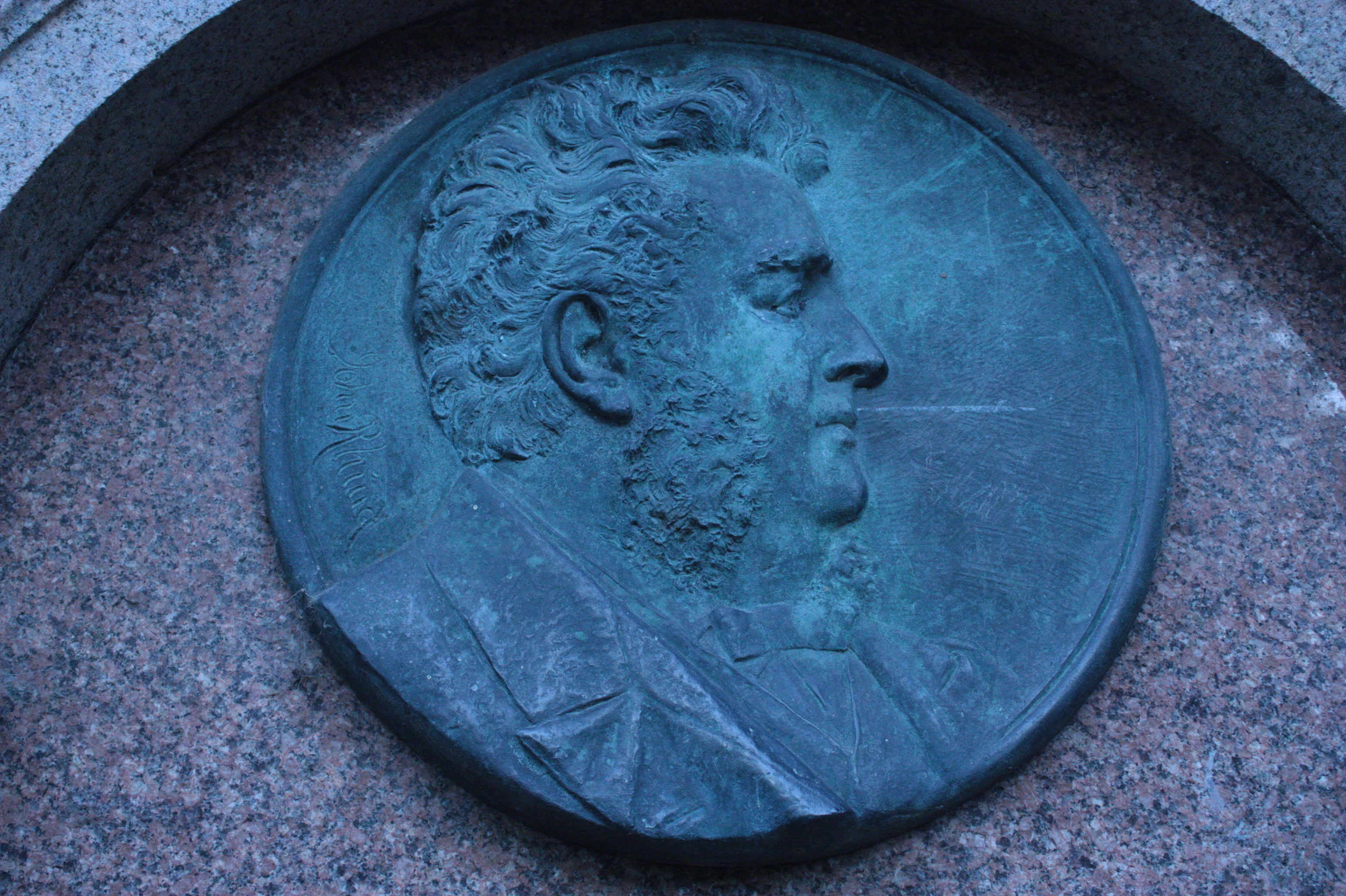
Monumento a Thomas Nelson en el pozo de San Bernardo, Edimburgo.

Thomas Nelson fundó la compañía que lleva su nombre en Edimburgo en 1798, originalmente como una de segunda mano pero pronto fue librería religiosa con la reimpresión de escritores Puritanos que ya no tenían derechos reservados. La empresa pasó a convertirse en una editorial de libros nuevos, y como avanzaba el siglo XIX produjo una cada vez más amplia gama de materiales no-religiosos, por lo que las ediciones sobre religión en 1881 representaron menos del 6% de la producción de la empresa.
A principios del siglo XX, Thomas Nelson se ha especializado más en temas seculares en el Reino Unido. Hasta 1968, la editorial se especializó en la producción de literatura popular, libros infantiles, biblias, obras religiosas y textos educativos. Fue la primera editorial en publicar a Sir Arthur Conan Doyle. En el 2000, fue adquirido por Wolters Kluwer y se convirtió en parte de la imprenta educativa Nelson Thornes.

## Historia enEstados Unidos
La rama americana de Thomas Nelson fue creada en 1854 en Nueva York, y por la década de 1870 fue una de las empresas más importantes de la ciudad. Obtuvo los derechos de autor de la American Standard Version de la Biblia desde 1901 y hasta 1928, cuando se transfirieron los derechos al Consejo Internacional de Educación Religiosa. En la década de 1930, la empresa hizo un acuerdo con el Consejo (que más tarde pasó a formar parte de la Consejo Nacional de Iglesias) para publicar la Versión Estándar Revisada. La empresa fue vendida en 1960 a la Thomson y en 1962 la empresa pudo satisfacer la demanda de esta traducción de la Biblia, lo que dio lugar a que el Consejo Nacional de Iglesias otorgara la concesión de licencias a otros editores, llevando a una dramática caída en los ingresos de la editorial.

## Actualidad de la empresa enEUA
En 1950, Sam Moore, de 19 años, llegó a Columbia, Carolina del Sur, con la intención de tener formación médica. Moore comenzó a vender biblias de puerta a puerta para pagar su carrera en la Universidad de Carolina del Sur y, más tarde, en la Columbia Bible College. El inmigrante libanés tenía un fuerte sentido de patriotismo americano y la libre empresa que utilizó para establecer la Compañía Nacional del Libro en 1958, y en 1961, estableció la Royal Publishers, con la que logró vender acciones un año después, a notables accionistas como Morrow Coffey Graham, la madre del reconocido evangelista Billy Graham.
Moore dirigió Royal Publishers con éxito durante cinco años, aumentó las ventas a más del doble cada año, y dio lugar a que la Organización Thomson solicitándole tomar el control de las operaciones de Nelson en América del Norte. En lugar de ello, Moore sorprendió a Thompson al ofrecerse a comprar Nelson. Moore obtuvo Nelson el 7 de marzo de 1969, y prefirió mantener el nombre de la compañía y el logotipo. En Canadá, se mantiene como la marca Thomson Nelson, una imprenta educativa.
De 1979 a 1982, Nelson desarrolló la Bibla Nuevo King James (también conocida como la versión revisada y autorizada) y en virtud de Moore se inició la diversificación de la empresa con una división de regalos.
En 1992, la Corporación Thomas Nelson moderna comenzó su ascenso. Nelson adquirió el sello musical Word Records y derechos de libros de la American Broadcasting Company. En 1997, la empresa dividió ambas, y legó la discográfica y la división de música impresa, ya para entonces una de las mayores compañías de música de iglesia, a la Gaylord Entretenimiento. Ello dio lugar a una demanda por Gaylord en 2001 sobre el nombre de Word que se resolvió cuando Nelson rebautizó la división de libros como W Publishing Group. Ese año también condujo a una expansión de la empresa con la compra de Cool Springs y Rutledge Hill Press Labels.
En 2003, Nelson adquirió la World Bible Publishers, y la rama de ficción WestBow Press hizo su debut (todos los libros fueron reunidos luego dentro de la marca Nelson y WestBow Press resucitó en 2009 para ofrecer servicios de autopublicación). Además, impresiones de la fuente de noticias de internet WorldNetDaily hizo su debut ese año. Sin embargo, el acuerdo se deshizo después de 2004, y la antigua marca de WND está ahora bajo el control de Nelson, incluidos sus autores.
Thomas Nelson, ahora con sede en Nashville, publica autores cristianos de renombre, incluyendo a Billy Graham, Max Lucado, John Eldredge, John Maxwell, Charles Stanley y Ted Dekker. En el año 2000 comenzó a promover las conferencias Mujeres de Fe, un concepto ideado por el autor Stephen Arterburn en 1995 después de asistir a una conferencia de una iglesia en Atlanta. Hoy en día, la conferencia de Mujeres de Fe es uno de los eventos para mujeres más reconocidos en Estados Unidos, pues atrae a más de 400.000 mujeres al año. En 2005, Thomas Nelson lanzó las conferencias juveniles Revolve, construida sobre el modelo de las Mujeres de Fe. Con veinticinco años de experiencia, el veterano editor Michael S. Hyatt fue elegido presidente y CEO de la compañía el 18 de agosto de 2005, reemplazando a Sam Moore, quien se desempeñó como CEO de la compañía por cerca de 47 años.
En febrero de 2006 se anunció que la firma de capital privado InterMedia Asociados, junto con otros inversores, ha acordado comprar Thomas Nelson por $ 473 millones. La operación cerró el 12 de junio de 2006. La compañía ahora opera como una empresa privada. En 2010 un grupo liderado por Kohlberg & Company compró la parte mayoritaria de la empresa y en 2011 HarperCollins, subsidiaria de la News Corporation, anunció haber adquirido a la editorial Thomas Nelson. La adquisición se cerró en julio de 2012.
Nota: Thomas Nelson, el editor de la empresa mencionado en este artículo, no debe confundirse con la persona, Thomas Nelson, propietario de la casa editorial católica Libros TAN ubicado en Rockford, Illinois.

## Mundo hispano
Thomas Nelson, adquirió en 1991 la Editorial Caribe, fundada en Costa Rica en 1949 bajo el auspicio de la Misión Latinoamericana; la cual desde entonces ha publicado obras que sirven de base para un mejor estudio de la Biblia, así como obras que ayudan al crecimiento cristiano. Todas las Biblias y libros publicados bajo el sello Caribe y su logotipo tiene forma de pez.
En 1992 Thomas Nelson compró la Editorial Betania, fundada en la década de los 70 del siglo XX como un ministerio de Bethany Fellowship. Thomas Nelson publica bajo el sello Betania todas las demás categorías de libros como inspiración, liderazgo, etcétera, y su logotipo despliega las siglas EB en forma de mariposa.
Así surge Caribe-Betania Editores manejado por el Grupo Nelson, que además de publicar obras de reconocidos autores estadounidenses e hispanoamericanos, ha publicado obras como el Nuevo diccionario ilustrado de la Biblia, el Diccionario expositivo de Vine, la Biblioteca Electrónica Caribe (BECA), la Biblia Plenitud, Mujeres de Propósito, la Biblia del Diario Vivir y recientemente la Nueva concordancia Strong exhaustiva.